# C·S·路易斯
克利夫·斯特普尔斯·路易斯（英語：Clive Staples Lewis，1898年11月29日—1963年11月22日），通称C·S·路易斯（C.S. Lewis）或，其朋友及家人暱稱他為傑克（Jack），出生於北愛爾蘭首府贝尔法斯特，但長年居住於英格蘭，是威爾斯裔英國知名作家、詩人及護教家。他以兒童文學作品《納尼亞傳奇》而聞名於世，此外還有神學論文、中世紀文學研究等諸多著作。
路易斯是英國另一知名作家J·R·R·托爾金的好友，他們曾同在牛津大學任教。

## 簡歷
路易斯於1898年出生於贝尔法斯特的一個新教徒家庭中。小時候因為討厭學校，只接受家庭教師的授課。1916年他取得獎學金進入牛津大學就讀，期間曾被徵召參與第一次世界大戰。自1925年起，他在牛津大學莫德林學院擔任研究員，任教期間，他參加名為「迹象文学社」的讀書會，並結識Ｎ·柯格希尔（牛津大学英国文学教授），以及著名的J·R·R·托爾金，这场相遇改变了他整个人生。
在这两位朋友的影响下，1929年复活节，路易斯“痛改前非，承认上帝是上帝。我跪下，我祷告，那晚，我很可能是全英国最丧气也最不情愿但却回头了的浪子。”
之後在劍橋大學擔任中世紀與文藝復興英語學的教授。並成為二十世紀中葉英語世界中捍衛基督信仰最有力也最受歡迎的人。1954年，获选为剑桥大学中世纪与文艺复兴期英国文学讲座教授，所写文学批评论文已成传世之作。他是一位甚受学生爱戴的老师。而他写的神学和具神学深度的文学作品早已脍炙人口。因而有“向怀疑者传福音的使徒”之称，获到全球教会的称赞。

## 著作

### 小說
- 《太空三部曲》
  1. 《來自寂靜的星球》（Out of the Silent Planet，1938年）
  2. 《漫遊金星》（Perelandra，1943年）
  3. 《那股邪惡的力量》（That Hideous Strength，1946年）
- 《地獄來鴻》（又譯作：《大榔頭寫給蠹木的煽情書》，《魔鬼家书》）（The Screwtape Letters，1942年）
- 《夢幻巴士》（The Great Divorce，1945年）
- 《納尼亞傳奇》
  1. 《獅子·女巫·魔衣櫥》（The Lion, the Witch and the Wardrobe，1950年）
  2. 《凯斯宾王子》（Prince Caspian: The Return to Narnia，1951年）
  3. 《黎明行者號》（The Voyage of the Dawn Treader，1952年）
  4. 《銀椅》（The Silver Chair，1953年）
  5. 《奇幻馬和傳說》（The Horse and His Boy，1954年）
  6. 《魔法師的外甥》（The Magician's Nephew，1955年）
  7. 《最终一战》（The Last Battle，1956年）
- 《裸顏》（Till We Have Faces，1956年）
- 《致马尔科姆》（Letters to Malcolm，1963年）

### 非虚构作品
- 《痛苦的奧秘》（The Problem of Pain，1940年）
- 《反璞歸真》（又譯作：《如此基督教》）（Mere Christianity，1952年，是1941年至1944年的廣播談話內容）
- 《詩篇擷思》（Reflections on the Psalms，1958年）
- 《四種愛》（The Four Loves，1960年）
- 《卿卿如晤》（A Grief Observed，1960年）
- 《魯益師：寄小讀者》（又譯作：《给孩子们的信》）（C. S. Lewis: Letters to Children，1999年輯錄）

## 相關影视作品
- 1993年上映的電影《影子大地》（Shadowlands），描寫路易斯晚年的愛情故事。由李察·艾登保羅導演，安東尼·霍普金斯飾演路易斯，黛博拉·溫姬飾演他的妻子－美國猶太裔女詩人海倫·喬依·戴維德曼[4]。

## 身後影響
後世的許多文學作品皆受到了C·S·路易斯作品的啟發，其中包括J·K·羅琳的《哈利波特》，羅琳曾說路易斯是她最喜歡的文學作家之一，並且表示自己從小時候就非常喜歡閱讀《納尼亞傳奇》系列。
在2008年英國《泰晤士報》「1945年以來英國最偉大的50位作家」名單中，路易斯排在第十三名。
於1988年發現的小行星7644被命名為「Cslewis」，以此紀念路易斯。
在路易斯百年誕辰的1998年11月，於東貝爾法斯特豎立了一尊路易斯開啟「魔衣櫥」的雕像，是由藝術家羅斯·威爾森按照路易斯青年時的樣子塑造的。

## 神學思想

### 永生觀

#### 人世是對天堂的提示
魯益師認為人世間所能夠體會的「美」，乃是源自於人原始渴慾的一種迴響；而「渴慾的本身」不斷的對人們訴說在世間的美麗之外，還有著最完善、最圓滿的美。當人不斷的在周遭人事物中，體驗到一種「美」時，在人類經驗裡發現，人並無法在任何一種美的體驗當中得到最完滿的體驗，那些美只是暫時停留在當下的時光，隨後便成了記憶。
而最完的美唯有在天堂之中才能找到，一切的美就像是天堂的提示。在《夢幻巴士》一則小故事，有一個人間過世的成功畫家，來到天國的山下，他不斷執著於想要畫出驚世的畫作而不願放下自己走上天堂，過程中天堂的信使給予他如此的勸告：「你的畫作會成功，也是因為它也能讓別人從中窺見天堂。可是在這裡，你已然擁有天堂。天堂的訊息全來自於這裡，所以不用再告訴我們這裡有什麼。」

#### 永生意涵
〈生命的轉換〉：
魯益師以「造」與「生」的概念來表達永生與現世的不同。在世的人是被神所「造」，而造的意思則是由A變為B，好像是一個雕塑家造了一個人形塑像，而人形塑像可能長得很像人，但它並沒人的那種生命，會呼吸、思考。
而「生」的意思，則像是魚生魚、人生人，有著類別上的相同；所以當上帝說，人籍著耶穌基督而受生的時候，這就好像說人將要從一個塑像轉變成一個有生命氣息真實的人，如此的轉變是由Bios的自然生命轉為Zoe的靈性生命過程。
〈天堂與地獄觀〉：
魯益師認為地獄不是因為判決而進入，地獄是因著人不接受勸告而最終導致的結果。魯式以約翰福音三章十九節與十二章四十節經文指出，人會活在地獄是因為人行為之後的結果；就好像人告訴你若是不洗澡，過幾天身體將會很臭，而造成人身體臭的原因並不是警告他的人；人的身體變臭，乃是因為人不聽勸，而一意孤行的果。
所以，地獄的意思，就是人不願活在美善之中，而是只活在自我需求之內，魯式如此說：「地獄怎麼說都不是和天堂平行的地方；地獄是人世邊緣『外面的黑暗』，在這邊緣，存有消褪成不存在。」
天堂則是人對「美」的追求，與內心深處的渴慾有關。魯氏認為雖然人無法全然的訴說，但對於天堂的一些提示，是在我們周遭與經驗中被預嚐過的；人能夠全然體會，關鍵在於順服在上帝的意旨；當人能夠在正確的渴慾中去追求，並在追求渴慾中放棄某些來自召喚者所要人捨棄的，人反而在捨棄經驗裡經驗了天堂。如此天堂確實是地獄的對立面，因為唯有在人世邊緣內者人才能經驗祂。

### 引用
1. ↑  中央社編譯. . 中央社即時新聞. 2015-12-02  [2018-02-12]. （原始内容存档于2018-02-12）.
2. ↑  林慧娟. . 臺灣蘋果日報. 2005-12-20  [2018-02-12]. （原始内容存档于2018-02-12） （中文（臺灣））.
3. ↑  柯林·杜瑞茲. . 臺北: 啟示出版. 2004年6月. ISBN 986-7470-03-6.
4. ↑  互联网电影数据库（IMDb）上《影子大地》的资料（英文）
5. 1 2  幸佳慧. . 臺北: 時報文化. 2006年1月. ISBN 957-13-4429-X.
6. ↑  涂尚儀、許興中. . TVBS新聞網. 2005-12-31  [2018-10-10]. （原始内容存档于2019-02-15）.
7. ↑  艾倫·雅各布斯. . 上海: 華東師範大學出版社. 2014年11月. ISBN 978-7-5675-2312-8.
8. ↑  . The Times. 2008-01-05  [2018-08-24]. （原始内容存档于2011-04-25）.
9. ↑  . JPL Small-Body Database Browser.   [2018-06-20]. （原始内容存档于2021-07-17）.
10. ↑  魯益師(Lewis, C. S.)。《極重無比的榮耀》。鄧軍海譯。新北市：校園書房，2019
11. ↑  路易斯(Lewis, C. S.)。《夢幻巴士》。高子梅譯。台中市：好讀，2015。
12. ↑  路易士(Lewis, C. S.)。《反璞歸真》。汪詠梅譯。台北市：五南，2016。
13. ↑  魯益師(Lewis, C. S.)。《禱告的奧秘》。黃元哥、龐自堅、魯瑞娟譯。新北市：校園書房，2018。
14. ↑  林鴻信。《納尼亞神學－路易斯的心靈與悸動》。新北市：校園書房，2011。

## 外部連結
- C·S·路易斯在互联网电影资料库（IMDb）上的資料（英文）
- Clive Staples Lewis的作品  - 古騰堡計劃
- 互联网档案馆中C·S·路易斯的作品或与之相关的作品
- 來自C·S·路易斯的LibriVox公共領域有聲讀物
- 魯益師 Lewis, C. S (Clive Staples):《三一教義初階 = Beyond Personality》. 香港 : 基督教輔僑出版社, 1956. （页面存档备份，存于）  基督教文藝出版社藏書,  香港浸會大學圖書館. 華人基督宗教文獻保存計劃.
- 魯益師 Lewis, C. S (Clive Staples):《基督徒的信仰 = Broadcast Talks (Mere Christianity Talks Books I & II)》. 香港 : 基督教輔僑出版社, 1956. （页面存档备份，存于）  基督教文藝出版社藏書,  香港浸會大學圖書館. 華人基督宗教文獻保存計劃.
- 魯益師 Lewis, C. S (Clive Staples):《基督徒的行為 = Christian Behaviour》. 香港 : 基督教輔僑出版社, 1962. （页面存档备份，存于）  基督教文藝出版社藏書,  香港浸會大學圖書館. 華人基督宗教文獻保存計劃.
- 魯益師 Lewis, C. S (Clive Staples):《痛苦的奧秘 = The Problem of Pain》. 香港 : 基督教輔僑出版社, 1956. （页面存档备份，存于）  基督教文藝出版社藏書,  香港浸會大學圖書館. 華人基督宗教文獻保存計劃.
- 魯益師 Lewis, C. S (Clive Staples):《地獄來鴻 = The Screwtape Letters》. 香港 : 基督教輔僑出版社, 1958. （页面存档备份，存于）  基督教文藝出版社藏書,  香港浸會大學圖書館. 華人基督宗教文獻保存計劃.